# Championnat du Kazakhstan de football 2001
Navigation
Saison précédente Saison suivante
La saison 2001 du championnat du Kazakhstan de football était la 10e édition de la première division kazakhe, la Top Division. Les dix-sept meilleures équipes du pays sont regroupées au sein d'une poule unique, où tous les clubs s'affrontent en matchs aller et retour. En fin de saison, pour faire passer le championnat de 17 à 12 clubs, les cinq derniers du classement sont relégués et il n'y a aucun club promu de Perveja Liga, la deuxième division kazakhe.
C'est le club du FC Zhenis Astana, tenant du titre, qui remporte à nouveau la compétition cette saison en terminant en tête du classement final, avec 11 poionts d'avance sur le FK Atyrau, club promu de Perveja Liga et 12 sur le FC Yesil Bogatyr. C'est le 2e titre de l'histoire du club.
Le FC Batyr Ekibastuz, forfait la saison dernière à la suite de graves ennuis financiers, est autorisé à prendre part au championnat cette année. Le FC CSKA Almaty est quant à lui dissous, l'ensemble de ses structures sont absorbées par le FC Kairat Almaty

À la suite du passage du Kazakhstan de la zone Asie à la zone Europe, le champion est désormais qualifié pour la Ligue des champions de l'UEFA tandis que 2 places en Coupe UEFA sont réservées au vice-champion et au vainqueur de la Coupe du Kazakhstan (ou le finaliste si le vainqueur a terminé à l'une des deux premières places du classement).

## Les 17 clubs participants
| - FK Atyrau - Promu de Perveja Liga - FK Taraz - FC Mangystau Aktau - Promu de Perveja Liga - FC Zhenis Astana - FC Tobol Koustanaï - FC Yesil Bogatyr - FC Kaysar - FC Zhetysu Taldykorgan - FC Aktobe-Lento - Promu de Perveja Liga | - FC Ekibastuzets-NK - Repêché - FC Shakhter-Ispat-Karmet - FC Irtych Pavlodar - FC Vostok-Adil - FC Yelimay Semipalatinsk - FC Kairat Almaty - FC Esil - FC Dostyk |

## Compétition
Le barème de points servant à établir les classements se décompose ainsi :
- Victoire : 3 points
- Match nul : 1 point
- Défaite : 0 point

### Classement
| Rang | Équipe                   | Pts | J  | G  | N  | P  | Bp | Bc | Diff |
| ---- | ------------------------ | --- | -- | -- | -- | -- | -- | -- | ---- |
| 1    | FC Zhenis Astana (T)     | 81  | 32 | 26 | 3  | 3  | 78 | 30 | +48  |
| 2    | FK Atyrau (P)            | 70  | 32 | 21 | 7  | 4  | 53 | 16 | +37  |
| 3    | FC Yesil Bogatyr         | 69  | 32 | 21 | 6  | 5  | 51 | 16 | +35  |
| 4    | FC Irtysh Pavlodar       | 60  | 32 | 17 | 9  | 6  | 48 | 22 | +26  |
| 5    | FC Kairat Almaty (C)     | 52  | 32 | 15 | 7  | 10 | 42 | 33 | +9   |
| 6    | FC Tobol Koustanaï       | 49  | 32 | 15 | 4  | 13 | 48 | 43 | +5   |
| 7    | FC Yelimay Semipalatinsk | 48  | 32 | 14 | 6  | 12 | 47 | 42 | +5   |
| 8    | FC Aktobe-Lento (P)      | 45  | 32 | 13 | 6  | 13 | 33 | 40 | -7   |
| 9    | FC Vostok                | 44  | 32 | 13 | 5  | 14 | 42 | 43 | -1   |
| 10   | FC Esil                  | 44  | 32 | 12 | 8  | 12 | 35 | 37 | -2   |
| 11   | FC Kaysar                | 40  | 32 | 11 | 7  | 14 | 33 | 40 | -7   |
| 12   | FC Shakhter-Ispat-Karmet | 40  | 32 | 10 | 10 | 12 | 31 | 37 | -6   |
| 13   | FC Ekibastuzets-NK       | 37  | 32 | 10 | 7  | 15 | 30 | 49 | -19  |
| 14   | FC Zhetysu Taldykorgan   | 26  | 32 | 7  | 5  | 20 | 38 | 57 | -19  |
| 15   | FK Taraz                 | 21  | 32 | 6  | 3  | 23 | 26 | 57 | -31  |
| 16   | FC Dostyk                | 21  | 32 | 4  | 9  | 19 | 28 | 58 | -30  |
| 17   | FC Mangystau Aktau (P)   | 15  | 32 | 3  | 6  | 23 | 16 | 59 | -43  |

|  | Qualification pour la Ligue des champions 2002-2003                                   |
|  | Qualification pour la Coupe UEFA 2002-2003                                            |
|  | Relégation en Perveja Liga                                                            |
|  | (T) Tenant du titre (C) Vainqueur de la Coupe du Kazakhstan (P) Promu de Perveja Liga |

## Bilan de la saison
| Championnat du Kazakhstan de football 2001 |                                                                                 |
| Champion                                   | FC Zhenis Astana (2e titre)                                                     |
| Coupes et trophées                         |                                                                                 |
| Vainqueur de la Coupe du Kazakhstan 2001   | FC Zhenis Astana                                                                |
| Qualifications continentales               |                                                                                 |
| Ligue des champions 2002-2003 Premier tour | FC Zhenis Astana                                                                |
| Coupe UEFA 2002-2003 Premier tour          | FK Atyrau                                                                       |
| Coupe UEFA 2002-2003 Premier tour          | FC Kairat Almaty                                                                |
| Promotions et relégations                  |                                                                                 |
| Promus en Top Division                     | Aucun (passage de 17 à 12 clubs)                                                |
| Relégués en Perveja Liga                   | FC Ekibastuzets-NK FC Zhetysu Taldykorgan FK Taraz FC Dostyk FC Mangystau Aktau |